# Enrico Bompiani

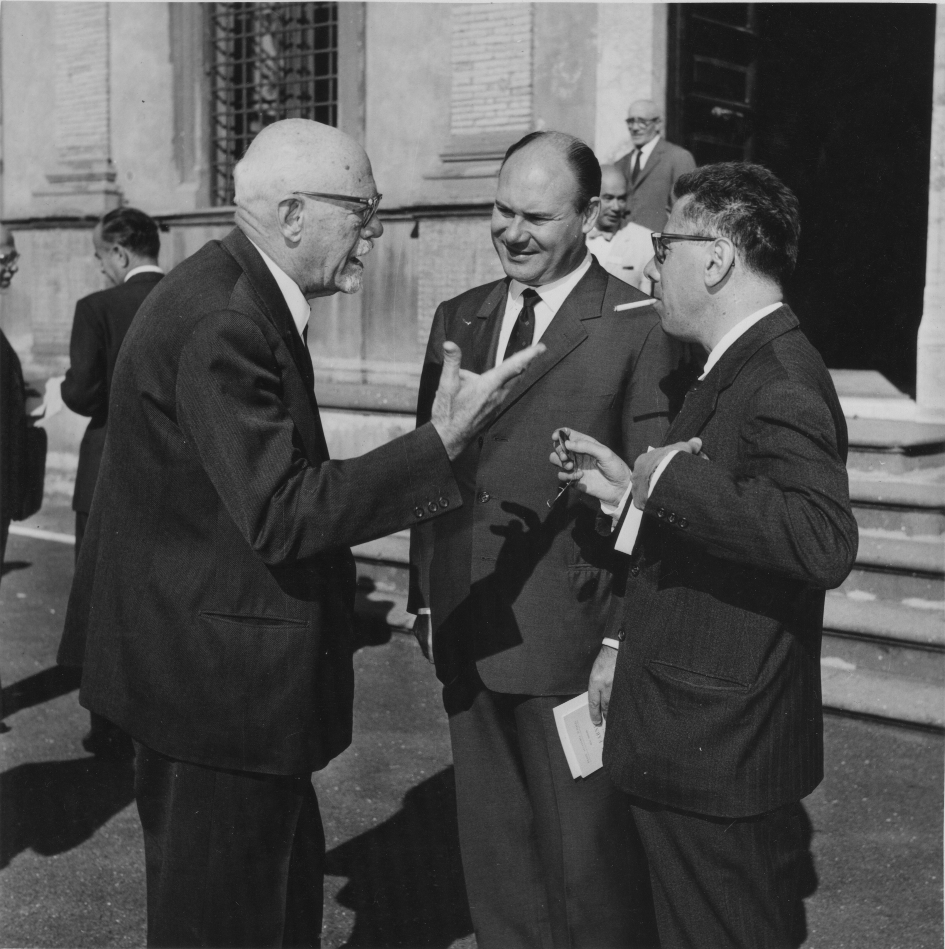
Von Links: Enrico Bompiani, Giovanni Battista Rizza, Vittorio Dalla Volta, Internationales Symposium über Algebraische Geometrie, Rom 1965

Enrico Bompiani (* 12. Februar 1889 in Rom; † 22. September 1975 ebenda)  war ein italienischer Mathematiker, der sich vor allem mit Differentialgeometrie befasste.

## Leben
Bombiani erhielt seine Laurea 1910 bei Guido Castelnuovo an der Universität Rom mit einer Dissertation über projektive Differentialgeometrie in vier Dimensionen. Er war bis 1913 Assistent bei Castelnuovo und dann zwei Jahre an der Universität Pavia. 1914 erhielt er die Lehrerlaubnis in analytischer Geometrie und ging wieder nach Rom, wo er Ende 1922 Assistenzprofessor (Professore incaricato) wurde. Im selben Jahr gewann er einen Wettbewerb für den Lehrstuhl am Polytechnikum in Mailand und wechselte ein Jahr später nach Bologna. 1927 wurde er wieder Professor an der Universität Rom (La Sapienza), diesmal für Darstellende Geometrie (später auch Differentialgeometrie und höhere Analysis). 1939 bis 1959 war er Direktor des Mathematischen Instituts der Universität Rom. 1964 ging er in den Ruhestand.
Er war unter anderem Gastprofessor in Chicago (1930 bis 1934), Kansas City, Pittsburgh (1959 bis 1961 als Mellon Professor).
1923 gewann er den Mathematikpreis der Fondazione Besso, 1926 die Goldmedaille der Società italiana delle scienze detta dei XL und 1938 den Premio reale der Accademia dei Lincei, deren korrespondierendes Mitglied er 1935 wurde und dessen volles Mitglied 1942. Er war auch Mitglied der Bologneser und Turiner Akademie, der Österreichischen Akademie der Wissenschaften, der Akademien in Brüssel und Lüttich und des Istituto Lombardo. Er war Ehrendoktor in Groningen, Bologna, Jassy. Er war 1941 bis 1964 im wissenschaftlichen Rat des Istituto nazionale di alta matematica in Rom und 1926 bis 1959 im Komitee für Physik und Mathematik des Consiglio nazionale delle ricerche. 1951 bis 1954 war er Sekretär der International Mathematical Union. 1949 bis 1952 war er Präsident der Unione matematica italiana. 
Er schrieb Lehrbücher der projektiven, analytischen, darstellenden und nichteuklidischen Geometrie.
Zu seinen Schülern zählt Fabio Conforto.